# ブロニス・ロペ
ブロニス・ロペ（Bronis Ropė、1955年4月14日 - ）は、リトアニアの政治家。2014年より、欧州議会議員。
長年、イグナリナ地区の自治体長（市長）を務めた。また、リトアニア自治体協会のリーダーの一人でもある。

## 経歴

### 前歴
9人きょうだい（4人の姉妹と5人の兄弟）の家庭に育つ。1974年、カウナス工業大学自動車製造学部に入学。1976年から1978年、学部労働組合の組合長に選出された。1978年、ドイツで勤務する。1979年、カウナス工業大学を卒業、自動車製造工学の学位を修得。その後1980年にドゥークシュタスに移り、工場で勤務する。

### 政治活動
1990年から現在までイグナリナ地区議会議員。同時に自治体長（市長）にも選出。
1997年から2000年までリトアニア自治体協会副会長、2000年から2003年まで会長。2003年から副会長に選ばれた。
2004年からリトアニア農民人民連合（後にリトアニア農民・緑の連合に改称）党員。2005年から2009年まで副党首。2009年から第一副党首。
2014年、大統領選挙に立候補し、得票率4.14%で敗れる。同年の欧州議会議員選挙で初当選し、2019年の欧州議会議員選挙で再選を果たした。